# デイリー・テレグラフ事件

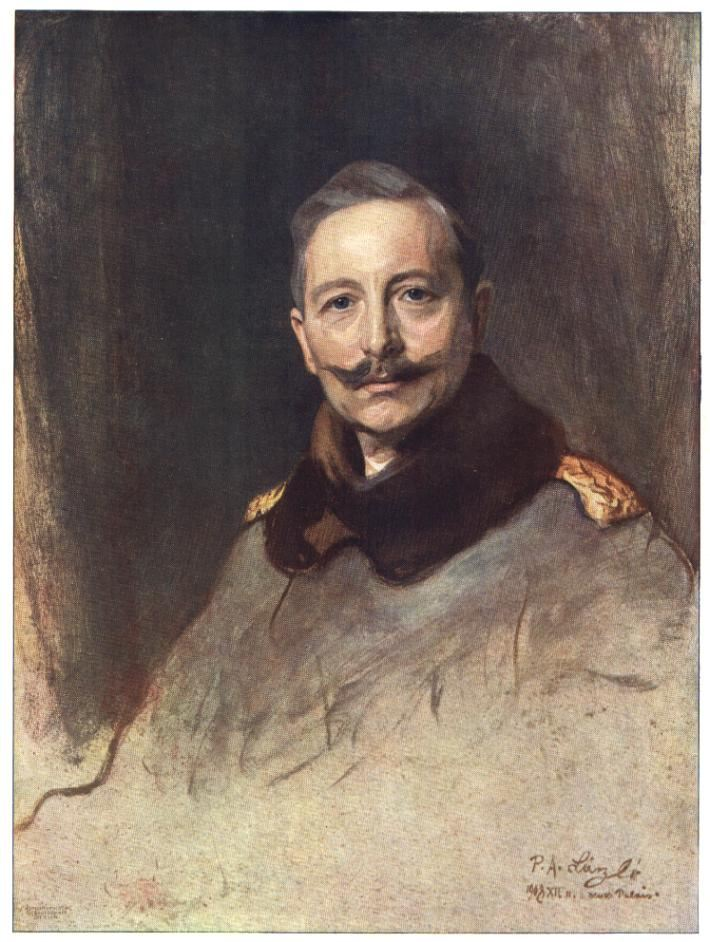
ヴィルヘルム２世（1908年）

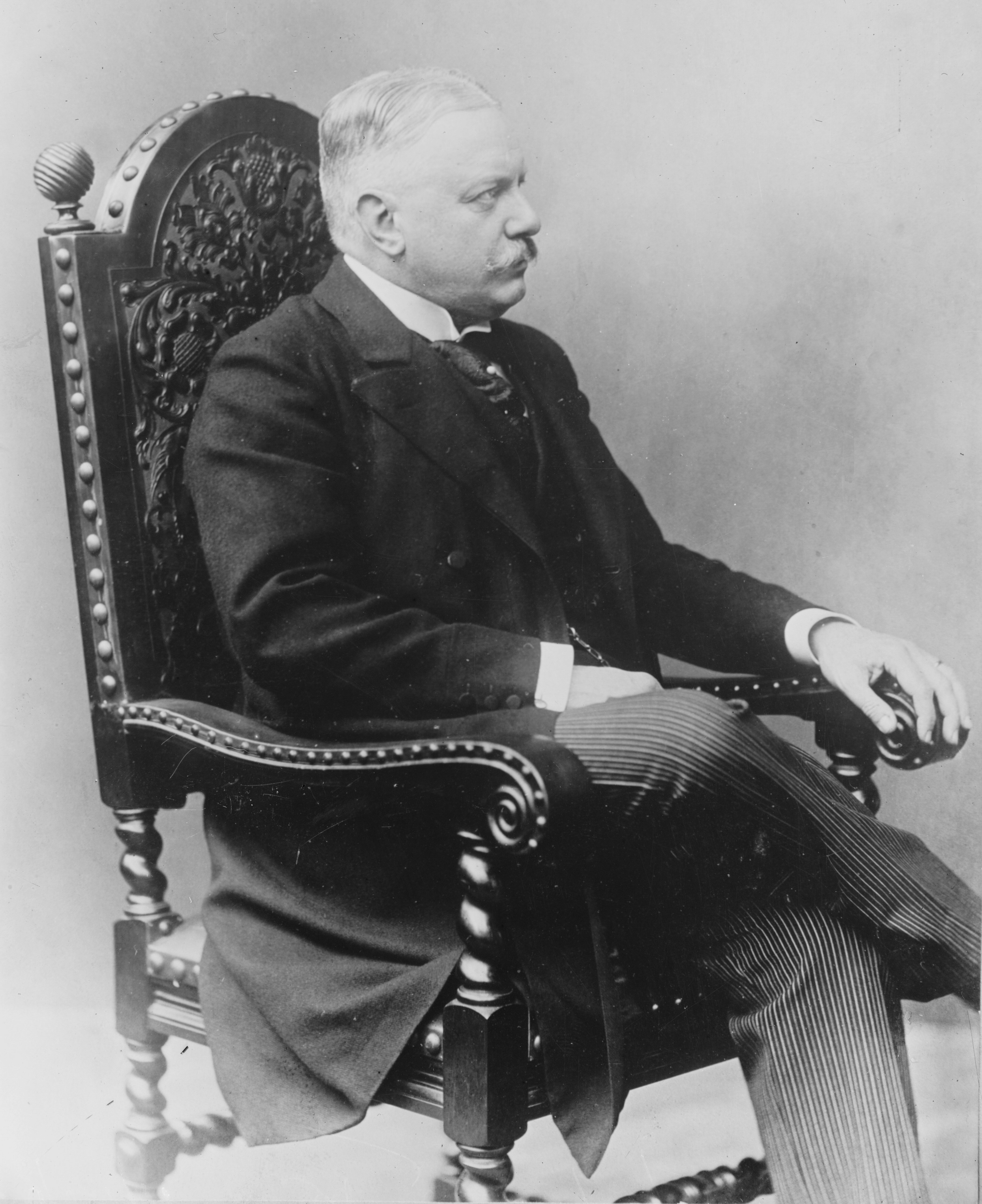
ベルンハルト・フォン・ビューロー

デイリー・テレグラフ事件（デイリー・テレグラフじけん、独：Daily-Telegraph-Affäre）は、1908年10月28日、『デイリー・テレグラフ』紙にドイツ皇帝ヴィルヘルム2世とイギリス陸軍大佐エドワード・ジェームズ・モンタギュー＝スチュアート＝ワートリーの対談が掲載され、英独両国の世論の怒りを招いたスキャンダルである。

## 発生
スキャンダルの発端は、ヴィルヘルム2世が休暇でイギリスに滞在中、ワートリー大佐と何度か個人的に対談したことにあった。なお、ヴィルヘルム2世はイギリス王女（プリンセス・ロイヤル）ヴィクトリアを母に持ち、英語は堪能であった。ワートリー大佐はインタビューを恣意的に要約し、それを『デイリー・テレグラフ』に送りつけた。
『デイリー・テレグラフ』では従来通りきちんとベルリンに原稿を送り、内容の確認を要請した。これ以前にヴィルヘルム2世は不注意により何度も失敗していたため、政府にその確認を委ねることにした。本来この仕事は帝国宰相のベルンハルト・フォン・ビューローに与えられるべきであったが、彼は休暇でノルダーナイに滞在していたため、書類に目を通すことなく次に回した。ところが、広報室長のオット・ハマンも休暇中であったために、原稿は外務省の下級官吏の手に渡り、確認のサインがされてしまった。ただし、ビューローが本当にインタビューを読んでいなかったのか、異論の余地があるところである。例えば、ペーター・ヴィンツェンの最近の研究ではビューローが読んだことを前提に議論しているものの、以前のビューロー伝記はこの点について懐疑的である。
インタビューについての国際的な憤慨の声は、ヴィルヘルム2世の発言の中でも次の4点によって引き起こされたものである。
- ドイツで親英家は少数派で、自分はその少数派に属しており、そのことが自分の意図に反して、ドイツの軍拡に対する英国の怒りをさらに買ってしまったという発言
- ボーア戦争における仏露の反英的な行動を受け入れなかっただけでなく、そのことをヴィクトリア女王に伝え、ヨーロッパ同盟の中で自主的な外交官としての姿を見せた、という発言
- ボーア戦争は彼の戦争計画によって勝利できたという、きわめて思い上がった発言
- ドイツの戦艦建造はイギリスを敵国とするものではなく、極東の国々に対するものであるという、特に日本を挑発するような発言

こうした不用意な発言は、思い上がりと外交上の配慮のなさに大きな特徴があった。世界政策上のイギリスとの競争の中にあって、人々は皇帝がイギリスに取り入ろうとしたり、政府組織がまぎれもなく無思慮で無能であることに慄然とした。危機の頂点にあったヴィルヘルム2世が風変りな気晴らしに専心するためにフュルステンベルク侯マックス・エゴン2世のいるドナウエッシンゲンに向かったことで、事態はさらに悪化した。

## 結果
事件を収拾する過程で宰相ビューローは辞職を願い出、ヴィルヘルム2世の退位を要求する世論まで噴出するなど、事態は本物の国家的危機にまで発展した。
ビューローは取り敢えず宰相の地位にとどまったものの、インタビュー記事の検閲で見せた自身の無能ぶりから注意をそらすためもあってか、これ以降は皇帝から距離を取るようになった。仲介を受けて2人の間で会談が持たれたものの、これがかえってビューロー辞職の一因ともなった。
その一方で、かねてから皇帝の「個人支配」に忠実なグループへの不満がくすぶり続けていたこともあり、立憲君主として政治や軍事などに口を挟むなという声が強まった。帝国議会では常に皇帝を支持していたドイツ保守党ですら、皇帝の軽率さに憤慨する始末だった。大言壮語の癖があった皇帝もさすがにこれには懲りて、以後は軍に関する発言を明らかに控えるようになった。事件を通して、ドイツ国民にとって帝国憲法が不十分な状況であることが改めて明確になった。
また日本においては、従来は親独派が多かったが、ヴィルヘルム2世即位後の日本を挑発する一連の発言及び行動により反独感情が急激に高まり、第一次世界大戦において日本の対独参戦を招く遠因になった。